# Minako Oba
Minako Ōba (大庭 みな子 Ōba Minako?) (大庭 みな子 Ōba Minako, Tokio, 11 de noviembre de 1930-24 de mayo de 2007) fue una escritora y crítica social japonesa.
Fue premiada en 1968 con el Akutagawa Prize por Sanbiki no kani (Tres Cangrejos), y el Tanizaki Prize de 1982 por Katachi mo naku (寂兮寥兮).
Ōba sufrió un infarto en 1996 y falleció el 24 de mayo de 2007.

## Obras seleccionadas
- Sanbiki no kani (Tres Cangrejos), 1968.
- Funakuimushi (ふなくい虫), Tokio : Kodansha, 1970.
- Yūreitachi no fukkatsusai, 1970
- Sabita kotoba, 1971.
- Shishu sabita kotoba (A Collección de Poesía de Trabajos Empañados), 1971.
- Tsuga no yume, 1971.
- Uo no namida, 1971.
- Kokyū o hiku tori, 1972.
- Yasō no yume, 1973.
- Aoi kitsune, Tokio : Kodansha, 1975.
- Garakuta hakubutsukan, 1975.
- Urashimasō, 1977.
- Aoi chiisana hanashi, 1978.
- Samete miru yume, 1978.
- Hāna to mushi no kioku, 1979.
- Onna no danseiron, 1979.
- Taidan sei to shite no onna, 1979.
- Tankō, 1979.
- Katachi mo naku (寂兮寥兮), Tokio : Kawade Shobō Shinsha, 1982.
- Shima no kuni no shima (島の国の島), Tokio : Ushio Shuppansha, 1982.
- Kakeru otoko no yokogao (駈ける男の横顔), Tokio : Chūō Kōronsha, 1984.
- Mae mae katatsumuri (舞へ舞へ蝸牛), Tokio : Fukutake Shoten, 1984.
- Naku tori no (啼く鳥の), Tokio : Kodansha, 1985.
- Onna otoko inochi (女・男・いのち), Tokio : Yomiuri Shinbunsha, 1985.
- Onna (女), Tokio : Sakuhinsha, 1987.
- Manʾyōshu (万葉集), Tokio : Kōdansha, 1989.
- Kaoru ki no uta : haha to musume no ōfuku shokan (郁る樹の詩: 母と娘の往復書簡), Tokio : Chūō Kōronsha, 1992.
- Nihyakunen (二百年), Tokio : Kodansha, 1993.
- Yuki (雪), Tokio : Fukutake Shoten, 1993.
- Warabeuta mutan (わらべ唄夢譚), Tokio : Kawade Shobō Shinsha, 1995.

## Traducciones al inglés
- Trabajos Empañados: La Poesía de Oba Minako, traducido por Janice Brown, EastBridge, Signature Books Series, 2005, ISBN 1-891936-38-7.

De Pájaros Llorando, traducido por Michiko N. Wilson y Michael K. Wilson.  Cornell East Asia Series, 2011. ISBN 978-1-933947-30-3.